# Gelis ragusae
Gelis ragusae là một loài tò vò trong họ Ichneumonidae.